# Sternophysinx calceola
Sternophysinx calceola is een vlokreeftensoort uit de familie van de Sternophysingidae. De wetenschappelijke naam van de soort is voor het eerst geldig gepubliceerd in 1992 door Holsinger.